# The Zen Diaries of Garry Shandling
The Zen Diaries of Garry Shandling é um documentário norte-americano de 2018.

## Sinopse
Trata da vida do enxadrista norte-americano Garry Shandling. Contou com depoimentos de Sacha Baron Cohen, James L. Brooks, Jim Carrey, Dave Coulier, Jon Favreau, Jay Leno, Kevin Nealon, Conan O'Brien, Bob Saget, Jerry Seinfeld, Sarah Silverman, entre outros.